# مینامی کاراسویاما
می‌نامی کاراسویاما (به ژاپنی: 南烏山 Minami karasuyama)، یکی از بخش‌های ستاگایا-کو، توکیو در ژاپن است.